# Зоопарк Сан Франциско

Зоопарк Сан Франциско (на английски: San Francisco Zoo) е зоопарк в град Сан Франциско, щата Калифорния, САЩ. Разполага с 250 животински вида и се намира в югозападната част на града близо до Тихия океан. Непосредствено до зоопарка се намират също плажа Оушън Бийч и Голдън Гейт парк.